# Пецький
Пецький (хорв. Pecki) — населений пункт у Хорватії, у Сисацько-Мославинській жупанії у складі міста Петриня.

## Населення
Населення за даними перепису 2011 року становило 84 осіб.
Динаміка чисельності населення поселення:

## Клімат
Середня річна температура становить 10,68 °C, середня максимальна – 24,27 °C, а середня мінімальна – -5,27 °C. Середня річна кількість опадів – 1006 мм.
| Клімат поселення                              | Клімат поселення | Клімат поселення | Клімат поселення | Клімат поселення | Клімат поселення | Клімат поселення | Клімат поселення | Клімат поселення | Клімат поселення | Клімат поселення | Клімат поселення | Клімат поселення | Клімат поселення |
| Показник                                      | Січ.             | Лют.             | Бер.             | Квіт.            | Трав.            | Черв.            | Лип.             | Серп.            | Вер.             | Жовт.            | Лист.            | Груд.            |                  |
| Середній максимум, °C                         | 6,59             | 8,06             | 12,29            | 16,59            | 21,18            | 24,27            | 23,23            | 22,70            | 19,08            | 14,31            | 9,02             | 4,90             |                  |
| Середня температура, °C                       | 0,65             | 2,14             | 6,37             | 10,66            | 15,26            | 18,36            | 20,14            | 19,62            | 15,98            | 11,22            | 5,93             | 1,81             |                  |
| Середній мінімум, °C                          | −5,27            | −3,78            | 0,45             | 4,74             | 9,33             | 12,43            | 17,04            | 16,52            | 12,90            | 8,14             | 2,84             | −1,29            |                  |
| Норма опадів, мм                              | 62               | 60               | 69               | 82               | 87               | 98               | 90               | 92               | 92               | 94               | 101              | 79               |                  |
| Середньомісячна швидкість вітру, м/с          | 1.82             | 1.96             | 2.34             | 2.24             | 2.06             | 1.88             | 1.82             | 1.72             | 1.72             | 1.82             | 1.88             | 1.88             |                  |
| Середньомісячна сонячна радіація, кДж/м²·день | 4290             | 7078             | 10730            | 15165            | 19340            | 21321            | 22489            | 19456            | 14488            | 9072             | 4833             | 3530             |                  |
| --------------------------------------------- | ---------------- | ---------------- | ---------------- | ---------------- | ---------------- | ---------------- | ---------------- | ---------------- | ---------------- | ---------------- | ---------------- | ---------------- | ---------------- |
| Джерело:                                      |                  |                  |                  |                  |                  |                  |                  |                  |                  |                  |                  |                  |                  |